# 장손씨
장손씨(중국어 정체자: 長孫氏, 병음: Zhǎngsūn)는 삼국 시대와 진나라 시기의 선비족 지파인 탁발선비의 성씨로서, 이들은 후에 북위(北魏) · 서위(西魏) · 북주(北周) · 당나라를 거치며 많은 군인과 정치인을 배출하며 유력 가문으로 성장하였다. 명나라 이후 일부 자손들은 장손씨를 장씨(長氏)로 바꾸었다.

## 인물
- 장손숭
- 장손도생
- 장손무기
- 장손황후